# Tractat d'Armoria
El Tractat d'Armoria és un armorial català inacabat, escrit entre els segles XVI al XVII per en Jaume Ramon Vila, mossèn i prèvere de la catedral de Barcelona, i heraldista. Consta de quatre llibres amb escuts d'armes catalans, però també digressions històriques, per exemple relacionades amb el descobriment d'Amèrica.
En Serra i Postius en el seu llibre «Finezas de los ángeles» diu, que en els dos toms primers incloïen 2.300 escuts d'armes. Aquesta magnífica obra d'heràldica, afirma Torres i Amat que «és molt sovint consultada no només pels catalans, sinó també per moltes famílies d'altres regnes, és molt admirable la meravella i bellesa, i l'exactitud del dibuix: la qual cosa fa que sigui potser la millor obra d'aquest gènere que hi ha a Espanya». Actualment es conserva a la Biblioteca de Catalunya.

## Autor i context polític
En Jaume Ramon Vila (Barcelona, 1569/1570 - 1638) fou una de les personalitats d'un cercle erudit català interessades en textos històrics, que estudiaren i reescrigueren els orígens del territori en els anys previs a l’esclat de la Guerra dels Segadors. En el cas del J.R. Vila, tenia al seu abast una enorme biblioteca personal que mercès a la fortuna familiar no parava d'engrandir, també amb còpies manuscrites de volums pertanyents a biblioteques particulars. Altres membres destacats del cercle erudit foren el comte de Guimerà, i l'Esteve de Corbera, amb els qui en Jaume Ramon Vila mantingué nombrosa correspondència.
En l'època d'en J.R. Vila, a Europa treien el cap uns protonacionalismes del que posteriorment esdevindrien estats nació, encetant-se una guerra cultural per a fixar les respectives històries. En el cas espanyol, després de la guerra dels segadors, romania un conflicte entre la Corona Castellana i la Corona d'Aragó, i era el temps en què el Comte-duc d'Olivares va marcar l'inici de la catalanofòbia moderna, encarregant al Francisco de Quevedo, que també escrivia propaganda per al millor postor, la primera propaganda en aquest sentit.
En mig d'aquesta situació política, els historiadors de cada territori tendien a engrandir la propia història i menysprear l'aliena. Per exemple, al pròleg de la còpia de la Crònica de Jaume I, en Vila indicà que s' estaven publicant Llibres d'historia amb «falcedats», i acusa l' E. de Garibay de «malícia» quan tracta de la nació i els reis catalans.
Si bé en J.R. Vila fou un intel·lectual rigorós, alhora esdevé precedent dels «historiadors romàntics» catalans del segle xix. Alhora, a la seva època, hi hagué publicacions poc rigoroses amb la intenció d'enaltiment històric català, com ara "Llibre deis feyts d'armes de Catalunya", atribuit a en J. Gaspar Roig. Tot plegat ha causat que els treballs del J.R. Vila hagin sigut progressivament arraconats pels historiadors espanyols.

### Digressions històriques sobre la conquesta d'Amèrica
Al Tractat d'Armoria, a la Digressió històrica que acompanya l'escut de Las armas de las Indias Orientals i Occidentals, pàg. 266-267 del quart volum, descriu el viatge de Colom. Durant força anys, citant-se els uns als altres, nombrosos historiadors han emprat una versió parcial d'aquesta digressió, en la que s'omet la part en que en J.R. Vila descriu l'empresa com quelcom menat des de Barcelona per la Corona d'Aragó.